# Nel Lind
Nelly Elisabeth Lind (Alkmaar, 12 oktober 1913 — Utrecht, 22 mei 1997) was een Nederlands verzetsstrijder in de Tweede Wereldoorlog. Haar verzetsnaam was Suze de Wit.
Nel Lind werd geboren als de tweede dochter van Jacob Lind en Anna Elizabeth Pronk uit Alkmaar. Het echtpaar runde een zadelmakerij en een tassenwinkel in de Heerenstraat. Volgens haar oudste zus An was Nel een opgewekt en gemakkelijk kind, dat goed kon leren. Op de HBS zat zij in het bestuur van de schoolvereniging. Op haar twaalfde werd zij lid van de meisjespadvinderij in Alkmaar. In 1937 was zij betrokken bij de organisatie van de welpendag op de vijfde Wereldjamboree in Vogelenzang.   
Als akela bij een padvindersgroep raakte zij geleidelijk aan betrokken bij het verzet. Zij werd koerierster voor de groep Fiat Libertas die ontsnapte krijgsgevangenen en geallieerde piloten de grens over hielp op weg naar Zwitserland of Spanje, zodat zij vanuit neutraal gebied konden terugkeren naar Engeland. 
In september 1943 werd de groep verraden en langzaam maar zeker opgerold. Nel Lind en haar medestrijdster Joke Folmer werden ter dood veroordeeld en in afwachting van de voltrekking van het vonnis opgesloten in Kamp Haaren. Daar kwamen ze in contact met de eveneens ter dood veroordeelde Jet Roosenburg. Toen dit kamp op Dolle Dinsdag werd ontruimd, gingen ze als Nacht-und-Nebelgevangenen naar een Duitse gevangenis in Waldheim. Nel Lind, Joke Folmer en Jet Roosenburg werden samen in één cel opgesloten.

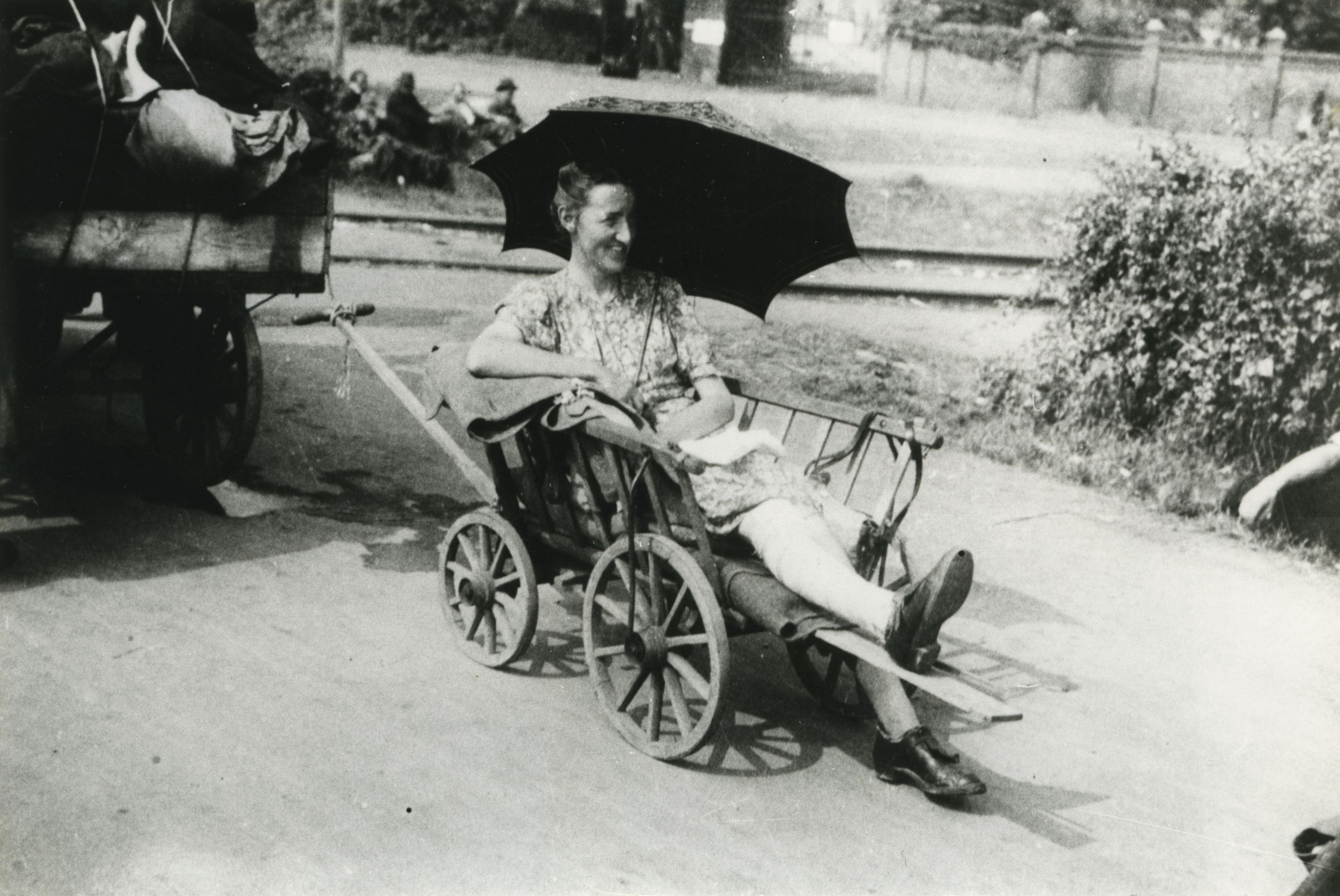
Nel Lind zittend op een kar die zo is gemaakt dat ze haar pijnlijke benen kan laten rusten. Deze foto is gemaakt op 6 of 7 juni 1945 tussen Coswig en Roßlau.

De gevangenen uit Waldheim werden op 6 mei 1945 vrijgelaten. De terugreis naar Nederland, die vijf weken duurde, heeft Jet Roosenburg beschreven in het boek The Walls Came Tumbling Down (De muren vielen om). Nel Lind woog nog maar 35 kg en was zo verzwakt dat ze niet meer kon lopen en een deel van de reis op een bolderkar moest zitten.
Na de oorlog hervatte Nel Lind haar activiteiten voor de padvinderij en kreeg een leidinggevende functie op het hoofdkantoor van de Nederlandse Padvinders (NPV) in Den Haag. Ze was onder meer verantwoordelijk voor de organisatie van de zogenaamde Gilwell-curssusen (voor leidinggevenden binnen de padvinderij) in Ommen. In 1957 zat zij in de organisatie van de negende Wereldjamboree in Sutton Coldfield. Zij raakte bevriend met leden van de familie van Robert Baden-Powell. Voor haar verdiensten voor het Britse Scouting ontving zij de Silver Acorn, een van de hoogste Britse scoutingonderscheidingen.
Na een conflict binnen de top van de NPV verliet Nel Lind de padvinderij, volgde een opleiding voor maatschappelijk werk aan De Horst in Driebergen en werd sociaal raadsvrouw in Amsterdam (1964-1977). Samen met Joke Folmer was ze lid van de RAF Escaping Society en heeft ze verschillende reünies georganiseerd waarbij Britse en Canadese luchtmachtveteranen nog eens de vluchtroutes aflegden van Nederland naar de Zwitserse of Spaanse grens. 